# Unterseeboot UB-3
Pour les autres navires du même nom, voir Unterseeboot 3.
L'Unterseeboot UB-3 est un sous-marin (U-Boot) allemand de type UB I utilisé par la Kaiserliche Marine pendant la Première Guerre mondiale. Il a disparu lors de sa première patrouille en mai 1915 et a été le premier navire de sa classe à être perdu.

## Conception
Après l’avancée rapide de l’armée allemande le long de la côte de la mer du Nord au début de la Première Guerre mondiale, la marine impériale allemande s’est retrouvée sans sous-marins appropriés pouvant être utilisés dans les eaux étroites et peu profondes au large des Flandres,. Le projet 34, un effort de conception commencé à la mi-août 1914, a produit la conception du Type UB I : un petit sous-marin qui pouvait être expédié par chemin de fer jusqu’à un port d’opérations et rapidement assemblé. Contrainte par les limites de taille des chemins de fer, la conception de l’UB I prévoyait un bateau d’environ 28 mètres de long et déplaçant environ 125 tonnes, avec deux tubes lance-torpilles. L'UB-3 faisait partie du lot initial de huit sous-marins, numérotés UB-1 à UB-8, commandés le 15 octobre à Germaniawerft de Kiel, un peu moins de deux mois après le début de la planification de la classe,.
L'UB-3 mesurait 28,09 mètres de long, 3,15 mètres de large et avait un tirant d'eau de 3,03 mètres. Il était équipé d’un seul moteur Diesel Daimler 4 cylindres de 59 ch (44 kW) pour la navigation en surface, et d’un seul moteur électrique Siemens-Schuckert de 119 ch (89 kW) pour la navigation sous-marine, tous deux entraînant un seul arbre d'hélice. Ses vitesses de pointe étaient de 6,47 nœuds (11,98 km/h) en surface et de 5,51 nœuds (10,20 km/h) en immersion. À des vitesses plus modérées, il pouvait naviguer jusqu’à 1650 milles marins (3060 km) en surface avant de devoir se ravitailler, et jusqu’à 45 milles marins (83 km) en immersion avant de recharger ses batteries. Comme tous les bateaux de la classe, l'UB-3 était évalué à une profondeur de plongée de 50 mètres et pouvait s’immerger complètement en 33 secondes.
L'UB-3 mesurait un peu plus de 28 mètres de long et avait un déplacement entre 127 et 142 tonnes, selon qu’il était en surface ou immergé. Il transportait deux torpilles de 450 mm pour ses deux tubes lance-torpilles d’étrave et était également armé d’une mitrailleuse de 8 millimètres montée sur le pont. L’effectif standard de l'UB-3 se composait d’un officier et de treize hommes du rang.

## Carrière
L'UB-3 a été commandé en octobre 1914 et a été mis sur cale au chantier naval Germaniawerft à Kiel le 3 novembre 1914. Il a été lancé le 5 mars 1915 et mis en service dans la marine impériale allemande sous le nom de UB-3 le 14 mars 1915 sous le commandement de l'Oberleutnant zur See Siegfried Schmidt, 27 ans, qui en était à sa première expérience de commandant de sous-marin. L'UB-3 subit des essais dans les eaux territoriales allemandes.
En tant que l’un des bateaux de type UB I sélectionnés pour le service en Méditerranée, l'UB-3 a été préparé pour le transport ferroviaire. Le processus d’expédition d’un bateau UB I impliquait de décomposer le sous-marin en ce qui était essentiellement un kit. Chaque bateau a été découpé en une quinzaine de sections et chargé sur huit wagons plats. Le 15 avril, l'UB-3 est expédié par chemin de fer au port austro-hongrois de Pola, la principale base navale de l’Autriche-Hongrie. Après l’arrivée des pièces de l'UB-3 à Pola, il a fallu environ deux semaines pour les assembler. L'UB-3 rejoint officiellement la flottille de Pola (en allemand : Deutsche U-Halbflotille Pola) le 1er mai.
À la fin du mois de mai, l'UB-3 avait descendu l’Adriatique jusqu’au port austro-hongrois de Cattaro, la base à partir de laquelle opéraient la plupart des bateaux de la flottille de Pola. Pour sa première patrouille, l'UB-3 est chargé de munitions destinées aux forces turques à Izmir, en Turquie,. En raison de son rayon d'action limité, l'UB-3 est remorqué par le croiseur léger SMS Novara de la marine austro-hongroise à travers le canal d'Otrante et largue sa remorque près de l’île de Corfou. La route prévue de l'UB-3 était au sud des îles Ioniennes, autour du Péloponnèse, à travers les Cyclades, au nord autour de Chios et de Karaburun, et dans le golfe d’Izmir. Si tout s’était bien passé, l'UB-3 serait arrivé à Izmir le 28 ou le 29 mai avec environ encore la moitié de son carburant. Les Allemands ont reçu un message radio brouillé de l'UB-3 alors qu’il se trouvait à environ 80 milles nautiques (150 km) d’Izmir, mais ils n’ont pas été en mesure de le comprendre complètement. Aucune trace de l'UB-3 n’a jamais été retrouvée. L'UB-3 fut le premier des bateaux UB I à être perdu pendant la guerre.
Une étude allemande d’après-guerre a conclu que la perte de l'UB-3 était probablement le résultat d’un problème technique inexpliqué, car il n’y avait pas de champs de mines le long de la route de l'UB-3 et aucune trace d’attaque ennemie contre les sous-marins allemands dans la région. Les archives britanniques, et certaines sources basées sur elles, donnent les détails de la disparition de l'UB-3 comme étant dans la mer du Nord le 24 avril 1916, ce que les auteurs R. H. Gibson et Maurice Prendergast affirment être en fait le destin de l'UB-13. Ils soulignent également que l'UB-3 avait disparu près d’un an avant le naufrage supposé en mer du Nord.

## Affectations
- Flottille de Pola : du 1er au 23 mai 1915

## Commandants
- Oberleutnant zur See Siegfried Schmidt[14] : du 24 mars au 23 mai 1915